# Heideblick
Heideblick è un comune di 3 508 abitanti del Brandeburgo, in Germania.

Appartiene al circondario di Dahme-Spreewald.

## Storia
Il 31 dicembre 2001 vennero aggregati al comune di Heideblick i comuni di Beesdau, Berstequell, Falkenberg, Goßmar e Pitschen-Pickel.
Nel 2003 venne aggregato al comune di Heideblick il comune di Walddrehna.

## Società

### Evoluzione demografica
- Sviluppo della popolazione dal 1875 entro gli attuali confini (Linea Blu: Popolazione; Linea puntata: Confronto dello sviluppo della popolazione dello Stato del Brandenburgo; Sfondo grigio: Ai tempi del governo nazista; Sfondo rosso: Al tempo del governo comunista)
- Sviluppo recente della popolazione (Linea blu) e previsioni

| Anno | Abitanti |
| ---- | -------- |
| 1875 | 5 587    |
| 1890 | 5 124    |
| 1910 | 5 262    |
| 1925 | 5 513    |
| 1933 | 5 281    |
| 1939 | 5 258    |
| 1946 | 7 584    |
| 1950 | 7 124    |
| 1964 | 5 505    |
| 1971 | 5 466    |
| 1981 | 5 015    |

| Anno | Abitanti |
| ---- | -------- |
| 1985 | 5 244    |
| 1989 | 5 127    |
| 1990 | 5 068    |
| 1991 | 4 990    |
| 1992 | 4 953    |
| 1993 | 4 924    |
| 1994 | 4 912    |
| 1995 | 4 897    |
| 1996 | 4 848    |
| 1997 | 4 765    |

| Anno | Abitanti |
| ---- | -------- |
| 1998 | 4 779    |
| 1999 | 4 662    |
| 2000 | 4 642    |
| 2001 | 4 612    |
| 2002 | 4 545    |
| 2003 | 4 487    |
| 2004 | 4 401    |
| 2005 | 4 320    |
| 2006 | 4 222    |
| 2007 | 4 172    |

| Anno | Abitanti |
| ---- | -------- |
| 2008 | 4 088    |
| 2009 | 4 059    |
| 2010 | 3 974    |
| 2011 | 3 834    |
| 2012 | 3 747    |
| 2013 | 3 679    |
| 2014 | 3 679    |
| 2015 | 3 666    |
| 2016 | 3 603    |
| 2017 | 3 563    |

| Anno | Abitanti |
| ---- | -------- |
| 2018 | 3 572    |
| 2019 | 3 558    |
| 2020 | 3 543    |

Fonti dei dati sono nel dettaglio nelle Wikimedia Commons..
Fonti dei dati sono nel dettaglio nelle Wikimedia Commons..